# Liste der Nummer-eins-Hits in Belgien (1990)
Diese Liste enthält alle Nummer-eins-Hits in Belgien im Jahr 1990. Es gab in diesem Jahr 17 Nummer-eins-Singles.
| Singles |
| --- |
| - Phil Collins – Another Day in Paradise - 5 Wochen (30. Dezember 1989 – 2. Februar 1990, insgesamt 6 Wochen) - Lisa Stansfield – All Around the World - 1 Woche (3. Februar – 9. Februar) - Phil Collins – Another Day in Paradise - 1 Woche (10. Februar – 16. Februar, insgesamt 6 Wochen) - David A. Stewart & Candy Dulfer – Lily Was Here - 1 Woche (17. Februar – 23. Februar) - Technotronic – Get Up - 3 Wochen (24. Februar – 16. März) - Sinéad O’Connor – Nothing Compares 2 U - 6 Wochen (17. März – 27. April) - Michael Bolton – How Am I Supposed to Live Without You - 2 Wochen (28. April – 11. Mai) - Guru Josh – Infinity - 1 Woche (12. Mai – 18. Mai) - Madonna – Vogue - 1 Woche (19. Mai – 25. Mai) - Vaya Con Dios – What's a Woman - 8 Wochen (26. Mai – 20. Juli) - Gary Moore – Still Got the Blues - 2 Wochen (21. Juli – 3. August) - Adamski & Seal – Killer - 2 Wochen (4. August – 17. August) - MC Hammer – U Can’t Touch This - 5 Wochen (18. August – 21. September) - Londonbeat – I’ve Been Thinking About You - 1 Woche (22. September – 28. September, insgesamt 3 Wochen) - Lorca – Ritmo de la noche - 2 Wochen (29. September – 12. Oktober) - Londonbeat – I've Been Thinking About You - 2 Wochen (13. Oktober – 26. Oktober, insgesamt 3 Wochen) - Matthias Reim – Verdammt, ich lieb’ Dich - 5 Wochen (27. Oktober – 30. November) - Maria McKee – Show Me Heaven - 4 Wochen (1. Dezember – 28. Dezember) - Enigma – Sadeness (Part I) - 4 Wochen (29. Dezember 1990 – 25. Januar 1991) |

Siehe auch: Nummer-eins-Hits 1990 in  Australien, Dänemark, Deutschland, Finnland, Frankreich, Irland, Italien, Japan, Kanada, Neuseeland, den Niederlanden, Norwegen, Österreich, Schweden, der Schweiz, Spanien, Ungarn, den Vereinigten Staaten und im Vereinigten Königreich.